# Washlet

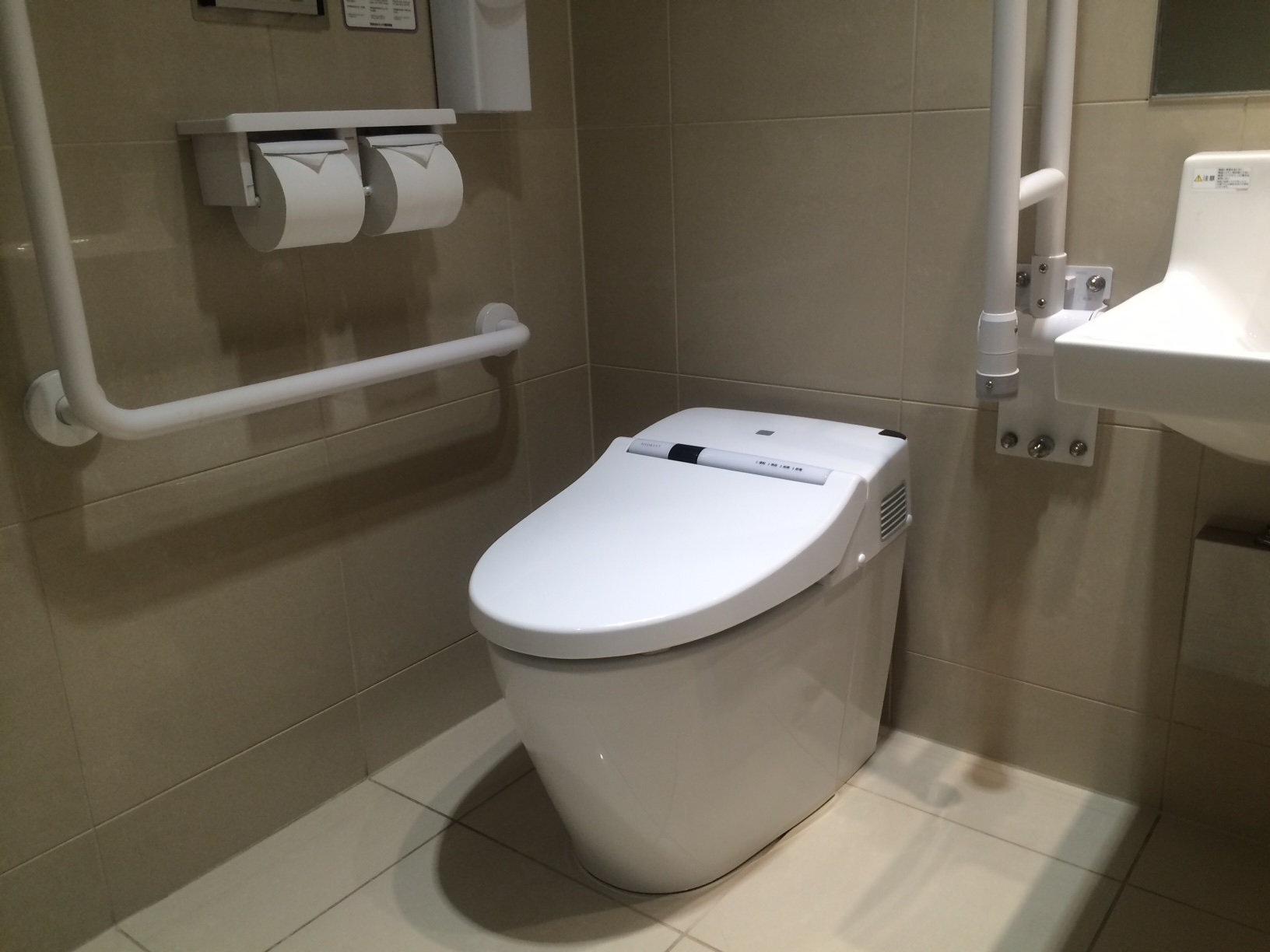
Un típico washlet en Japón

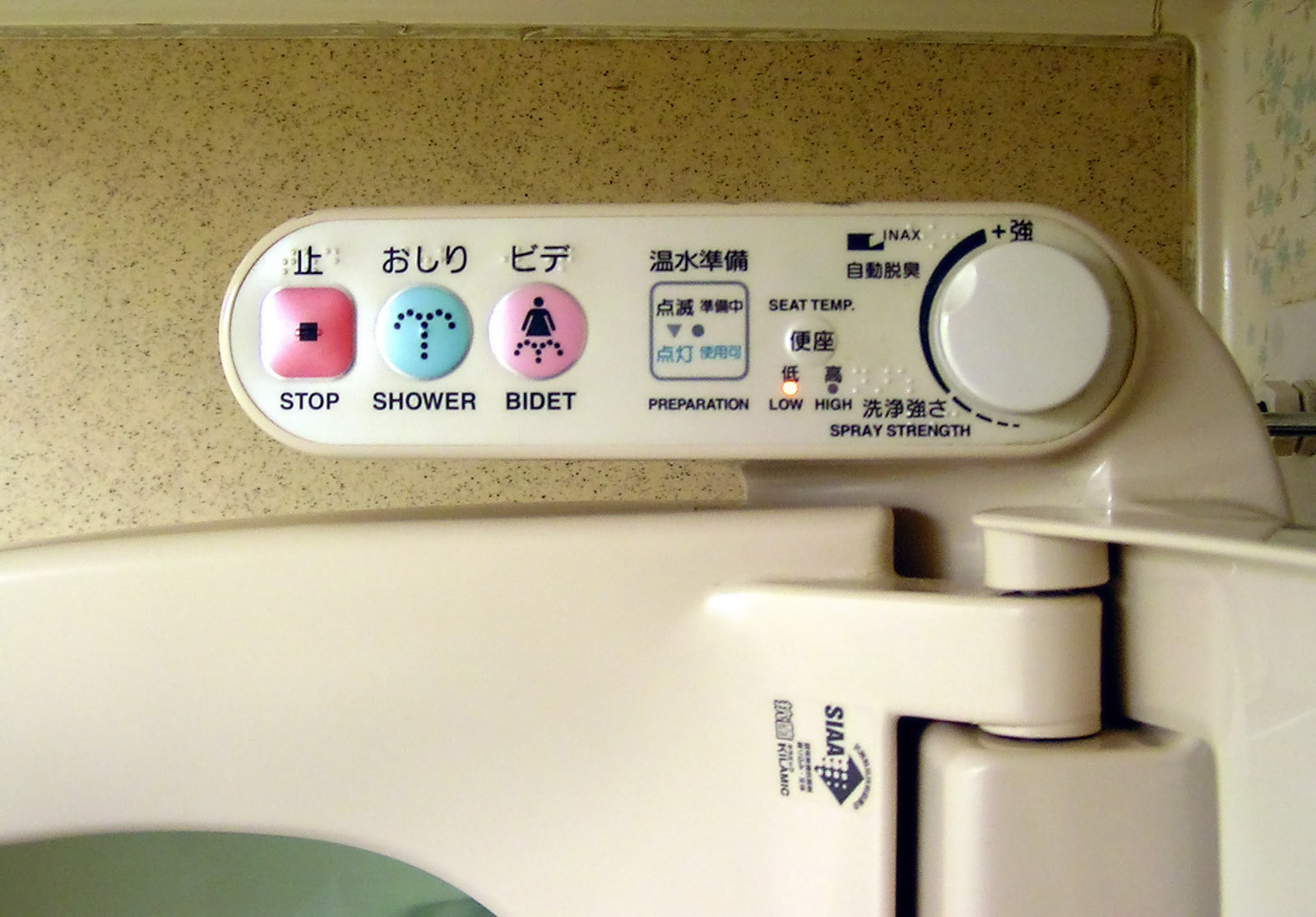
Tablero de control de un washlet moderno japonés

Washlet (ウォシュレット Woshuretto?) (ウォシュレット, Woshuretto) es una marca registrada de la compañía de lavabos japonesa TOTO, utilizada para su línea de asientos de inodoros limpiadores con característica de espray de agua para aseo genital y anal. El washlet es un bidé electrónico de uso generalizado en los lavabos de Japón. Lanzado en junio de 1980, se han vendido un total de más de 30 millones de washlets hasta enero de 2011. Logrando una cuota de mercado significativa, washlet se ha convertido en una marca genérica, ya que productos de otros fabricantes de lavabos como LIXIL (“lavabo de ducha”) se conocen también coloquialmente como washlets. También se conocen como smart toilets, inodoros japoneses o WCs inteligentes.